# Josef Hrbata
Josef Hrbata (pseudonym Pavel Johr) (6. dubna 1924, Habrůvka – 19. dubna 2009, Silz, Rakousko) byl český římskokatolický kněz působící v zahraničí, náboženský spisovatel, exercitátor a papežský kaplan.

## Život
Narodil se na habrůvecké četnické stanici. V mládí vystudoval klasické gymnázium v Brně. V letech 1942 až 1945 byl totálně nasazen v kuřimské továrně Klöckner, kde se vyráběly letecké motory. Po skončení druhé světové války vstoupil do brněnského kněžského semináře a zakrátko byl poslán studovat do Říma, kde také 21. února 1948 přijal kněžské svěcení. Od května 1948 do října 1949 působil v Petrovicích u Moravského Krumlova jako kaplan, později pak v brněnské farnosti u kostela Neposkvrněného početí Panny Marie a současně jako druhý sekretář biskupa Karla Skoupého. Po jeho internaci v roce 1950 byl Josef Hrbata zatčen, obviněn ze špionáže pro Vatikán a vězněn nejprve v policejní budově na rohu Orlí a Novobranské ulice v Brně a poté postupně ve valdické, ruzyňské a pankrácké věznici. Když byl po deseti měsících propuštěn na svobodu, stal se kaplanem v Brně-Husovicích, kde jej stále sledovala Státní bezpečnost. Zanedlouho poté se dozvěděl, že má být opět zatčen, a proto se rozhodl emigrovat.
Koncem roku 1950 spolu s Bohuslavem Burianem přeplaval Moravu u Malacek a druhý den odjel vlakem do Vídně, odkud se dostal do Tyrolska. Přestože nejprve uvažoval o tom, že bude působit jako misionář v Jižní Americe, nakonec zůstal v innsbrucké diecézi. Tam vypomáhal ve farnosti Tarrenz a v roce 1958 byl ustanoven farářem v Obergurglu, kde navíc od roku 1977 řadu let jako sbormistr vedl tamní mužský pěvecký spolek. Kromě toho přispíval do exulantského časopisu Nový život a na své faře v Ötztalských Alpách umožňoval ozdravné pobyty českým kněžím a řeholníkům. Dne 12. ledna 1989 jej papež Jan Pavel II. jmenoval kaplanem Jeho Svatosti. Roku 2000 odešel Josef Hrbata na trvalý odpočinek, který trávil nejprve v italském Meranu a později v domově pro seniory v rakouském Silzu, kde také zemřel. Byl pohřben v rodinném hrobě na hřbitově v Brně-Králově Poli.

## Dílo
- Perly a chléb – první díl, Křesťanská akademie, Řím 1969
- Perly a chléb – druhý díl, Křesťanská akademie, Řím 1975
- Moudrost shůry, Křesťanská akademie, Řím 1977
- Cestou domů, Křesťanská akademie, Řím 1979
- Světlo v temnotách, Křesťanská akademie, Řím 1980
- Písně království (dva svazky), Křesťanská akademie, Řím 1989
- Klíč ke Starému zákonu, Österreichischer Kulturverlag, Thaur 1990
- Pohřeb pšeničného zrna je cestou k hojnějšímu životu, Katolický týdeník 12/1994, str. 6
- Tajemství předvečerní velikonoční liturgie, Katolický týdeník 14-15/1994, str. 8
- Velikonoční radost, Katolický týdeník 14-15/1994, str. 8
- Petr a Jan u hrobu Páně, Katolický týdeník 14-15/1994, str. 9
- Skutečnost zmrtvýchvstání Páně, Katolický týdeník 16/1994, str. 6
- Tajemství Boží Trojice, Katolický týdeník 22/1994, str. 4